# Leonard Olivera Buera
Leonard Olivera Buera, Leonardo Olivera Buera (ur. 6 marca 1889, zm. 23 października 1936) – hiszpański błogosławiony Kościoła katolickiego.

## Życiorys
Urodził się w religijnej rodzinie. Gdy miał 4 lata, w 1893 roku zmarła jego matka. Był kapłanem diecezji Saragossa, a także kapelanem Kolegium La Salle de la Bonanova w Barcelonie. Podczas trwania wojny domowej w Hiszpanii został zamordowany.
Został beatyfikowany w grupie Józef Aparicio Sanz i 232 towarzyszy przez Jana Pawła II w dniu 11 marca 2001 roku.